# Pituophis lineaticollis
Espèce
Synonymes
- Arizona lineaticollis Cope, 1861
- Pituophis deppi pholidostictus Jan, 1863
- Pituophis deppei gibsoni Stuart, 1954

Statut de conservation UICN

 LC  : Préoccupation mineure
Pituophis lineaticollis  est une espèce de serpents de la famille des Colubridae.

## Répartition
Cette espèce se rencontre au Guatemala et au Mexique dans les États de Jalisco, du Michoacán, de Mexico, de Morelos, du Guerrero, de Querétaro, d'Oaxaca et du Chiapas. 

## Liste des sous-espèces
Selon The Reptile Database (19 février 2014) :
- Pituophis lineaticollis gibsoni Stuart, 1954
- Pituophis lineaticollis lineaticollis (Cope, 1861).

## Publications originales
- Cope, 1861 : Contributions to the ophiology of Lower California, Mexico and Central America. Proceedings of the Academy of Natural Sciences of Philadelphia, vol. 13, p. 292-306 (texte intégral).
- Stuart, 1954 : Descriptions of some new amphibians and reptiles from Guatemala. Proceedings of the Biological Society of Washington, vol. 67, p. 159-178 (texte intégral).